# Listă de boieri români
Aceasta este o listă de boieri români:
- Tudor Hagi Theodoraky [1]
- Cleopatra Trubețkoi [2]
- Adela Kogălniceanu [3]
- Nicolae Dudescu [4]
- Diicu Buicescu
- Constantin Dudescu
- Ioan Al. Filipescu
- Maria Filipescu [5]
- Ion Glogoveanu
- Iancu Jianu
- Dediul Roșca Codreanu
- Ioan Roșca Codreanu

## București
- Costache Chiorul, boiernaș [6]

## Oltenia
- Barbu Drugă [7]

## Moldova
- Gheorghe Boldur-Latescu [8]

## Muntenia
- Mareș Băjescu [9]
- Staico Bucșanu (Merișanu)